# Expreso Puerta del Sol
El Expreso Puerta del Sol (Rapide La Puerta del Sol según la denominación francesa) fue el nombre que recibió un tren nocturno internacional que unió, sin transbordo fronterizo, Madrid en España con París en Francia entre 1969 y 1996. En 1985, los Expresos pasaron a denominarse Estrellas, lo que hizo que el tren pasara a ser conocido como Estrella Puerta del Sol. Dejó de circular el 2 de junio de 1996. Debe su nombre a la emblemática Puerta del Sol de Madrid. Inicialmente los 1 370 kilómetros se realizaban en algo menos de quince horas.

## Historia
El 1 de junio de 1969 marcó dos importantes hitos dentro de la historia de RENFE. Por un lado se integró dentro de la selecta red de los Trans Europ Express gracias al Catalán Talgo que unía Barcelona con Ginebra, y por otro lograba una ansiada conexión directa con París gracias al Expreso Puerta del Sol. Aunque ambos servicios eran internacionales tenían notables diferencias. El tren a París era nocturno mientras que el tren a Ginebra era diurno. 
El Catalán Talgo usaba los coche Talgo III RD de rodadura variable, mientras que el Expreso no. Esto implicaba que el cambio de ancho de vía necesario en la frontera franco-española para pasar del ancho de vía español (1668 mm) al francés (1435 mm) requería en este último caso un proceso más lento y costoso, aunque en todo caso se evitaba el transbordo. A tal efecto se construyeron en Hendaya unas instalaciones llamadas Chantier de Manutention des Bogies a las que accedían vías de ambos anchos. Una vez dentro de las naves los bojes eran separados de las cajas de los coches y estas eran levantadas mediante gatos hidráulicos, sustituyéndose los bojes del ancho correspondiente por los del ancho por el que tenía que circular el tren. La maniobra, que requería en torno a 30 minutos, podía realizarse hasta con cinco coches a la vez. Composiciones mayores requerían, por lo tanto, que el tren pasara más tiempo detenido en la frontera.
El 31 de enero de 1981, por fin, se puso en circulación un Talgo entre Madrid y París. El Talgo Madrid-París usaba material del Talgo IV Pendular que en su serie 5 contaba con rodadura variable, lo que facilitaba notablemente el proceso de cambio de ancho. Con la creación de esta nueva relación, el Expreso Puerta del Sol pasó de ser el único directo entre ambas capitales a ser la opción barata alternativa al Talgo. Para ello perdió sus coches-cama (de los que sí disponía el Talgo) para recibir coches-litera adicionales bastante más asequibles. Se le añadió también un servicio auto-expreso.
En 1985, RENFE cambió la denominación a sus trenes nocturnos creando la marca Estrella, por lo que el Expreso Puerta del Sol pasó a llamarse Estrella Puerta de Sol. Dicha denominación fue la que mantuvo hasta su desaparición el 2 de junio de 1996.

## Material rodante

### Locomotoras
En territorio español y según su recorrido (líneas electrificadas o no) RENFE empleó locomotoras diésel de la serie 340 primero y de la 333 después. Las tractoras eléctricas habituales fueron las de las series 289, 269 y 252. La SNCF empezó usando su serie BB9200 aunque optó rápidamente por cambiarla por la serie CC6500 que se mantuvo hasta 1996 al frente del Rapide. Aun así, no era inhabitual encontrarse con una BB7200 al frente del convoy especialmente en la década de los 80. 

### Coches

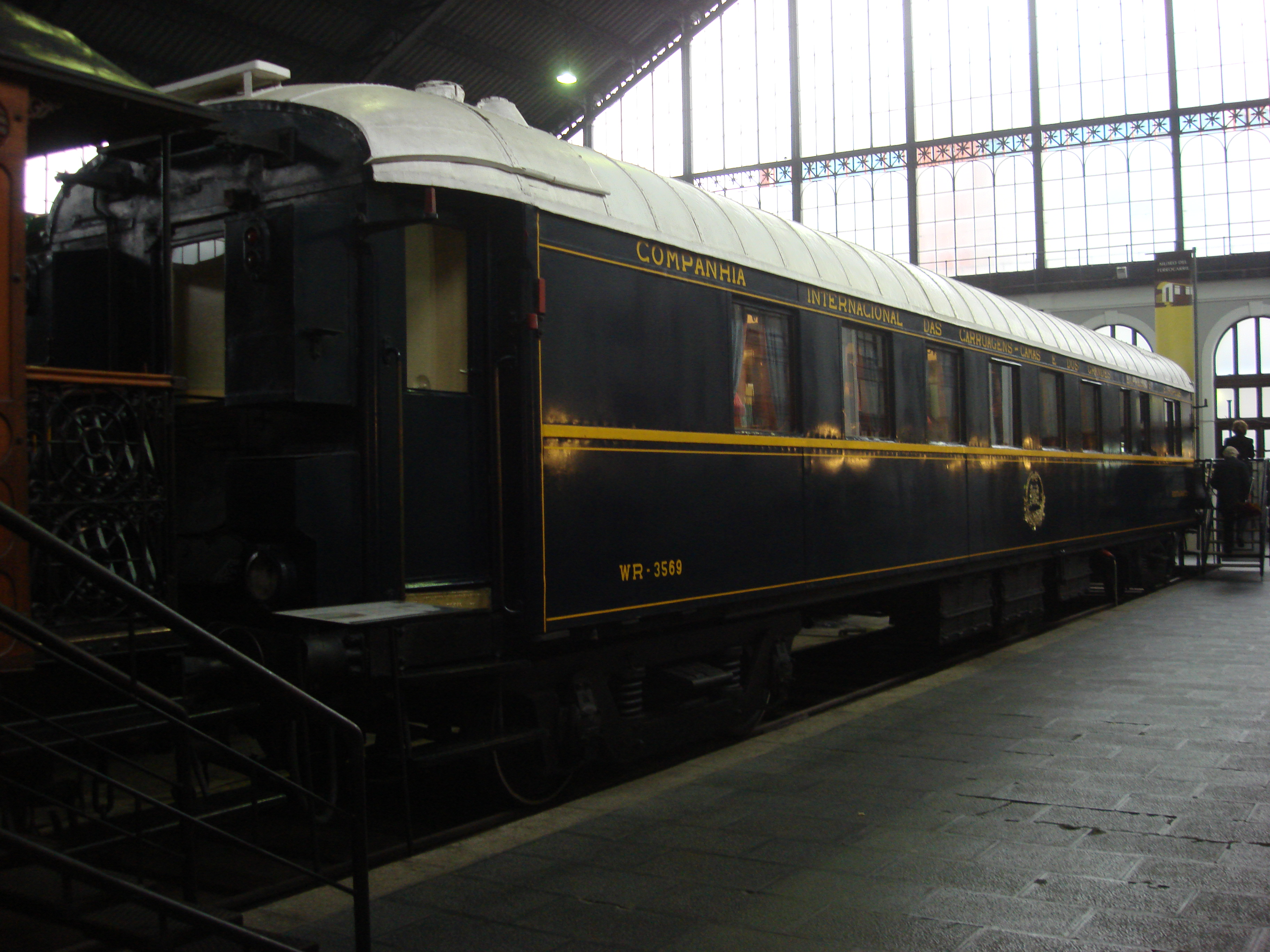
Coche cama de la CIWL expuesto en Madrid como los que habitualmente usó el Expreso Puerta del Sol

Como tren nocturno la composición del Puerta del Sol se ha centrado esencialmente en coches cama y coches litera. El más habitual fue el modelo UIC-Y de la SNCF Wasteels que llevaba literas mientras que en coche-cama el tren gozó casi en exclusividad en España de los coches-cama UH CIWL, algunos de ellos con la inscripción TEN (Trans-Euro-Nuit). También incluía coches de la serie 8000 de Renfe AA, BB y DD (estos últimos eran furgones que solían cerrar el convoy). Está composición propia de finales de la década de los 70 a principio de los 80 incluía un coche-restaurante. En general el tren solía mover una decena de unidades de las cuales algunas concluían su recorrido en la frontera. 

## Horarios y recorrido
Desde la capital francesa el tren partía de la estación de París-Austerlitz cabecera histórica de los trenes hacia el suroeste del país y recorría sin ninguna parada intermedia y a una velocidad comercial media elevada (en torno a los 140 km/h), el tramo París-Burdeos. Dax, Bayona y Hendaya eran los otras tres paradas habituales en territorio francés hasta llegar a la frontera. La parada técnica de Hendaya donde se procedía al cambio de bojes solía durar unos 45 minutos aunque era frecuente que se prolongara bastante más lo que generaba habituales retrasos. Ya en España, y una velocidad comercial bastante más lenta, especialmente en los primeros años, el tren se detenía en Irún, San Sebastíán, Vitoria, Miranda de Ebro y Burgos. En este punto se producía la variación más significativa del recorrido. Tradicionalmente el recorrido Madrid-Irún se había realizado por la Línea General del Norte que transitaba realizando un notable rodeo por Valladolid. Sin embargo, en 1968 se abrió el Ferrocarril directo Madrid-Burgos que desde Burgos permitía una conexión mucho más directa a la capital de España por Aranda de Duero como única parada intermedia antes de Madrid. Ese fue el recorrido tradicional del Expreso Puerta del Sol aunque el abandono progresivo de este trazado en favor del tradicional que contaba con la ventaja de la electrificación y de su doble vía añadieron al tren las siguientes paradas hasta Madrid: Venta de Baños, Valladolid, Medina del Campo y Ávila. 
El siguiente era el cuadro horario vigente en 1979:
| Tren 303/2 | País    | Estación         | km   | Tren 301/0 |
| ---------- | ------- | ---------------- | ---- | ---------- |
| 18:04      | Francia | París-Austerlitz | 0    | 09:35      |
| 09:00      | España  | Madrid-Chamartín | 1370 | 19:00      |